# Programa de Vigilancia del Presidente

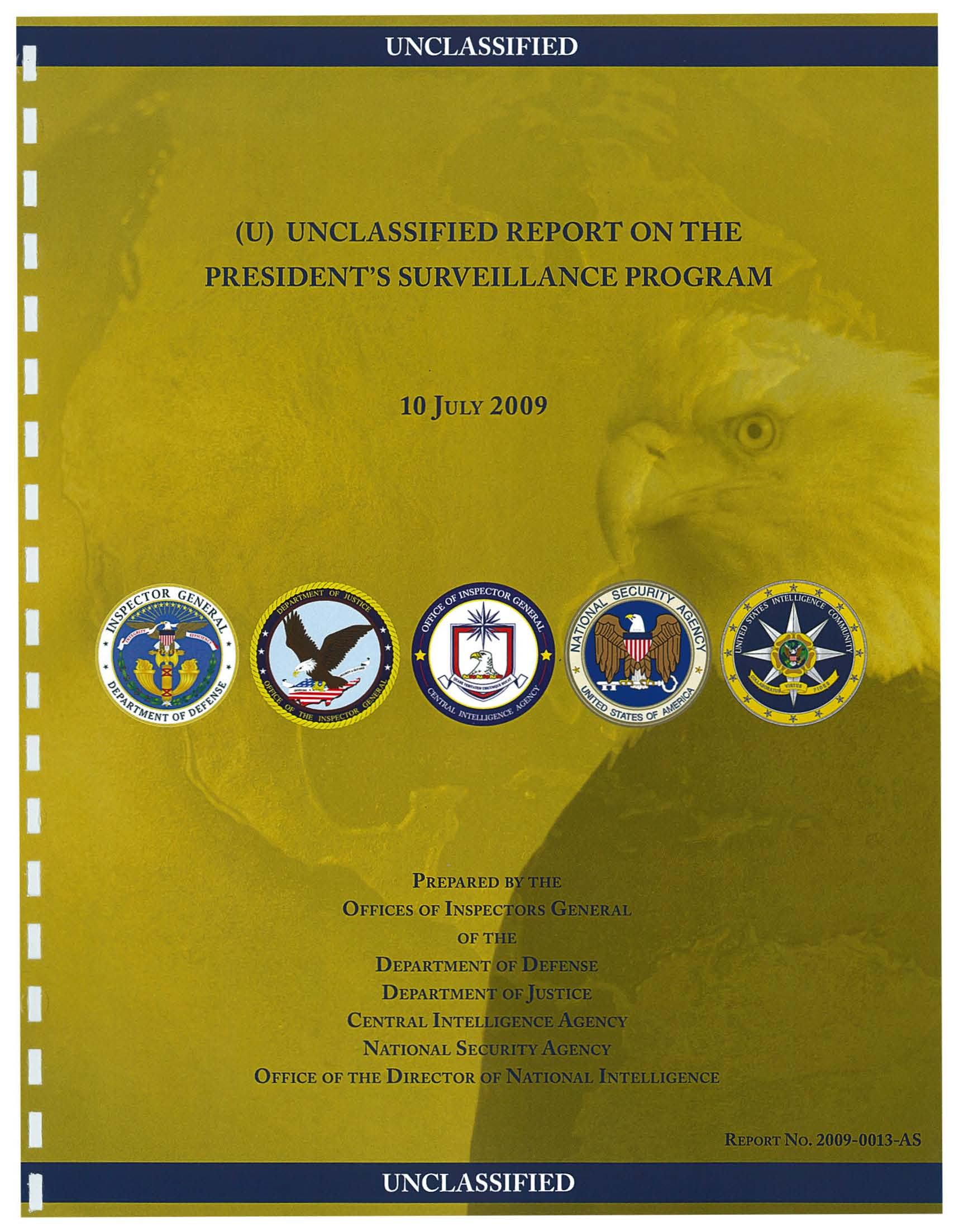
Portada del informe no clasificado del 10 de julio de 2009 sobre el PSP.

El Programa de Vigilancia del Presidente (en inglés: President's Surveillance Program; o por sus siglas, PSP) es un conjunto de actividades secretas de inteligencia autorizadas por el entonces presidente de los Estados Unidos, George W. Bush, tras los atentados del 11 de septiembre de 2001 como parte de la guerra contra el terrorismo. Los datos recopilados en el marco de este programa se protegió dentro de un departamento de seguridad de Información Sensible Compartimentada (SCI) cuyo nombre en clave era Stellar Wind.
El último beneplácito presidencial expiró el 1 de febrero de 2007, pero algunas de las operaciones de recolección continuaron, primero bajo la autoridad de la Ley de Protección de América de 2007 (PAA), aprobada en agosto de ese año, y después bajo la Ley de Enmiendas a la FISA (FAA), promulgada en julio de 2008.
Una sección del programa era el Programa de Vigilancia del Terrorismo, que autorizaba escuchas telefónicas sin orden judicial de telecomunicaciones internacionales cuando se creía que una de las partes de la comunicación estaba afiliada a Al Qaeda. Según se informa, las otras actividades incluían la minería de datos de mensajes de correo electrónico y registros detallados de llamadas telefónicas en la base de datos de telefonía de la Agencia de Seguridad Nacional (NSA), denominada MAINWAY.
En 2007, el fiscal general reconoció públicamente la existencia de otros operativos de inteligencia amparados por las mismas autorizaciones presidenciales. El alcance total del Programa de Vigilancia del Presidente se reveló en junio de 2013, cuando The Guardian publicó un informe altamente clasificado del inspector general de la NSA, en el que se describía cómo se estableció y evolucionó el programa desde septiembre de 2001 hasta enero de 2007.
Las actividades del PSP fueron reautorizadas periódicamente por el presidente, y posteriormente se transfirieron a la competencia otorgada en la Ley de Enmiendas del 2008 a la Ley de Vigilancia de la Inteligencia Extranjera de 1978 (FISA). La ley exigía a los inspectores generales de todas las agencias de inteligencia implicadas en el programa que «completaran una revisión exhaustiva» de las actividades hasta el 17 de enero de 2007, y elaboraran un informe sin clasificar en el plazo de un año tras la promulgación. El informe publicado el 10 de julio de 2009 concluyó que el programa del presidente implicaba «actividades de recopilación sin precedentes» que iban mucho más allá del ámbito del Programa de Vigilancia del Terrorismo. El informe planteaba cuestiones sobre los fundamentos legales de las autorizaciones, la falta de supervisión, el secretismo excesivo y la eficacia del programa. El informe concluía que el programa se basaba en un análisis jurídico «defectuoso desde el punto de vista de los hechos».
La divulgación pública del Programa de Vigilancia del Terrorismo (TSP) en 2005 encendió la controversia sobre la vigilancia sin orden judicial de la NSA. Los demás aspectos clasificados del programa también suscitaron serias preocupaciones en el Departamento de Justicia (DoJ) sobre el estatus jurídico del programa y su posible efecto en futuros procesos penales. Esto provocó conflictos con la Casa Blanca que desembocaron en un dramático enfrentamiento en 2004 junto a la cama del hospital del fiscal general enfermo, y casi provoca la dimisión masiva de altos funcionarios de Justicia en protesta por la anulación de sus privilegios. El informe sobre el programa también se publicó durante un período de intensas negociaciones sobre el texto propuesto en la Ley de Autorización de Inteligencia para el año fiscal 2010. Esto modificaría la Ley de Seguridad Nacional de 1947, aumentando los requisitos para informar al Congreso sobre algunos programas de inteligencia clasificados como éste —el presidente Barack Obama amenazó con vetar el proyecto de ley por esa cuestión—.

## Antecedentes
En las semanas siguientes a los ataques terroristas del 11S, el presidente de EE. UU. autorizó a la Agencia de Seguridad Nacional en llevar a cabo un programa clasificado para detectar y prevenir nuevas agresiones en los Estados Unidos. Como parte del programa confidencial de la NSA, se aprobaron varias actividades de inteligencia diferentes en las autorizaciones presidenciales, y los detalles de estas actividades cambiaron con el tiempo. El programa era reautorizado por el presidente aproximadamente cada cuarenta y cinco días, con ciertas modificaciones. En conjunto, las actividades llevadas a cabo en virtud de estas autorizaciones se denominaron como «Programa de Vigilancia del Presidente» (PSP).
Una de las actividades permitidas como parte del PSP era la interceptación del contenido de las telecomunicaciones entrantes y salientes de Estados Unidos cuando existiera «una base razonable para concluir que una de las partes de la comunicación es miembro de Al Qaeda, está afiliada a Al Qaeda o es miembro de una organización afiliada a Al Qaeda». Después de que una serie de artículos publicados en The New York Times revelaran detalles clasificados sobre este aspecto del PSP, el presidente, el fiscal general y otros funcionarios de la administración a cargo los reconocieron y describieron públicamente a partir de diciembre de 2005, incluido un discurso presidencial por radio el 17 de diciembre de 2005. El presidente y demás empleados de la administración designaron «Programa de Vigilancia del Terrorismo» (TSP, por sus siglas en inglés) a la interceptación de los datos de determinadas comunicaciones internacionales por parte de la NSA, divulgada públicamente. Posteriormente, el fiscal general reconoció abiertamente que otras actividades de inteligencia también estaban autorizadas en virtud del mismo permiso presidencial, pero los detalles de esas actividades siguen siendo clasificados.
Varias agencias diferentes desempeñaron funciones en el PSP. A petición de la Casa Blanca, la Agencia de Seguridad Nacional (NSA) aportó los conocimientos técnicos necesarios para crear el programa. La NSA también fue responsable de la recopilación de información en el marco del programa y de la difusión de los informes de inteligencia a otras agencias, como el Buró Federal de Investigaciones (FBI), la Agencia Central de Inteligencia (CIA) y el Centro Nacional de Contraterrorismo (NCTC) de la Oficina del Director de Inteligencia Nacional (ODNI), para su análisis y posible investigación. Con la excepción por parte de la NSA, el Departamento de Defensa (DoD) tuvo una participación limitada en el PSP.
Otros componentes del Departamento de Justicia (DoJ), aparte del FBI, también participaron en el programa. Más significativamente, la Oficina de Asesoría Jurídica (OLC) del DoJ brindó asesoramiento a la Casa Blanca y al fiscal general sobre la legalidad general del PSP. Además, la Oficina de Política y Revisión de Inteligencia del DoJ (ahora nombrada «Oficina de Inteligencia de la División de Seguridad Nacional del DoJ») trabajó con el FBI y la NSA para abordar el impacto que la información derivada del PSP tenía en los procedimientos en virtud de la Ley de Vigilancia de la Inteligencia Extranjera (FISA). La División de Seguridad Nacional del DoJ también se ocupó de los posibles problemas de revelación de pruebas que pudieran haber afectado a la información relacionada con el PSP en procesos penales por terrorismo internacional.
La CIA, además de recibir informes de inteligencia como consumidores del programa, solicitó información al mismo utilizándola en sus análisis de inteligencia. Inicialmente, la CIA también preparaba memorandos de evaluación de amenazas que se empleaban para respaldar las autorizaciones presidenciales periódicas. A partir de 2005, el recién creado ODNI asumió la responsabilidad de elaborar estos memorandos de evaluación de amenazas. Además, los analistas del NCTC recibían información sobre el programa para su posible uso en productos analíticos preparados para el presidente, altos responsables políticos y otros analistas y funcionarios de la Comunidad de Inteligencia (CI).

## Informe grupal de los IG
Los inspectores generales (IG) del Departamento de Defensa (DoD), el Departamento de Justicia (DoJ), la Agencia Central de Inteligencia (CIA), la Agencia de Seguridad Nacional (NSA), y la Oficina del Director de Inteligencia Nacional (ODNI) —colectivamente el «Grupo IG PSP»— llevaron a cabo la revisión requerida por la Ley de Enmiendas a la FISA. El informe sin clasificar de 32 páginas, fechado el 10 de julio de 2009, resumía las partes de los resultados conjuntos de las revisiones de los IG que podían publicarse sin clasificar. En otro escrito clasificado se resumían los resultados confidenciales de las observaciones individuales de los IG. Según parece, el documento clasificado tiene varios cientos de páginas. El informe desclasificado reveló nuevos detalles de las deliberaciones internas sobre los programas, pero pocos detalles nuevos sobre el alcance de la vigilancia.

### Reacciones
La presidenta de la Cámara de Representantes, Nancy Pelosi, emitió un comunicado el día de la publicación del informe en la que afirmaba que «ningún presidente debería poder actuar al margen de la ley». Respondía concretamente a una declaración del informe atribuida al exfiscal general adjunto James B. Comey, según la cual «el análisis jurídico de Yoo implicaba ignorar una ley del Congreso y hacerlo sin plena notificación al Congreso». Pelosi declaró además que «los Comités Judicial y de Inteligencia de la Cámara de Representantes examinarán detenidamente las conclusiones y recomendaciones de los informes clasificados y no clasificados, y llevarán a cabo una supervisión adecuada de las actividades de vigilancia electrónica».
John Conyers Jr., presidente del Comité Judicial de la Cámara, hizo los siguientes comentarios en una declaración oficial el día de la publicación del documento: «Este informe, encargado por el Congreso el año pasado, documenta lo que muchos de nosotros en el Congreso concluimos hace tiempo: el programa de vigilancia sin orden judicial del presidente Bush fue ilegal desde el principio y de dudoso valor. Violaba claramente la Ley de Vigilancia de la Inteligencia Extranjera (FISA), que regula la vigilancia nacional con fines de inteligencia, y se basaba en un análisis legal que adolecía de “defectos de hecho” (...) La negativa de funcionarios clave de la administración Bush como David Addington y John Yoo a cooperar con la revisión de los IG [inspectores generales] subraya la necesidad de una comisión independiente con poder de citación para seguir revisando estas cuestiones, como he pedido».
El homólogo de Conyers en el Comité Judicial del Senado, Patrick Leahy, manifestó una declaración sobre el informe en la que sostenía que sus conclusiones deberían poner de relieve las problemáticas relativas al Estado de Derecho ignoradas por el anterior gobierno. Leahy expuso: «Este informe subraya por qué debemos seguir adelante con una comisión de investigación no partidista. Sin una revisión exhaustiva e independiente de las decisiones contrarias a nuestras leyes y tratados, no podemos garantizar que no se repitan los mismos errores. Una comisión de este tipo debe contar con apoyo bipartidista para poder llegar realmente al fondo de estas cuestiones con objetividad y credibilidad».
Poco después de la publicación del informe, el ex director de la NSA, Michael Hayden, que diseñó e implementó el programa en 2001, declaró a la Associated Press que había avisado personalmente a miembros clave del Congreso sobre el programa. Afirmó que se les mantuvo bien informados y se mostró preocupado por las insinuaciones de que no era así. Hayden dijo que los miembros clave del Comité Selecto Permanente de Inteligencia de la Cámara de Representantes y del Comité Selecto del Senado sobre Inteligencia de ambos partidos eran informados unas cuatro veces al año, pero admitió que la cantidad de legisladores al tanto del asunto era intencionadamente constreñido, ya que el programa era altamente clasificado.

## Cronología

### 2001
- 11 de septiembre de 2001: Los atentados del 11 de septiembre causan la muerte de aproximadamente 3.000 personas en los Estados Unidos.
- 25 de octubre de 2001: Primera sesión informativa del Congreso sobre el programa de vigilancia.[2]
- 2 de noviembre de 2001: Fecha del primer dictamen de la OLC que apoya directamente la legalidad del PSP (redactado por John Yoo).[2]

### 2002
- 11 de diciembre de 2002: Yoo redacta otro dictamen relativo al PSP utilizando el mismo análisis básico contenido en su memorándum del 2 de noviembre del año anterior.[2]

### 2003
- Marzo de 2003: El supervisor de Yoo, Jay Bybee, renuncia como fiscal general adjunto de la OLC,[2] para convertirse en juez del Tribunal de Apelaciones de EE. UU.
- Mayo de 2003: Yoo se retira del DoJ.[2]
- 6 de octubre de 2003: Jack Goldsmith sustituye a Jay Bybee como fiscal general adjunto de la OLC.[2]
- Diciembre de 2003: Goldsmith y Patrick Philbin se reúnen con David Addington y Alberto Gonzales para expresarles sus preocupaciones.[2]

### 2004
- Enero de 2004: Addington accede[14] a la petición de Goldsmith de que el nuevo fiscal general adjunto James Comey sea incluido en el PSP.[2]
- 19 de febrero de 2004: Michael Hayden y Vito Potenza, de la NSA, se reúnen con Comey para introducirle sobre el programa en el SCIF del Departamento de Justicia.[14]
  1. Hayden le dice a Comey: «Me alegro mucho de que te lean, porque ahora no estaré solo en la mesa [de testigos] cuando John Kerry sea elegido presidente».[14]
- 1 de marzo de 2004: Comey discute con el director del FBI, Robert Mueller, las preocupaciones del DoJ sobre la legalidad del programa.[2]
- 4 de marzo de 2004: Comey se reúne con el fiscal general John Ashcroft para discutir sus preocupaciones sobre la legalidad del PSP.[2]
  1. El fiscal general Ashcroft es hospitalizado esa misma noche.[2]
- 5 de marzo de 2004: Comey asume el cargo de fiscal general en funciones.[2]
  1. Gonzales llama a Goldsmith para pedirle una carta reafirmando las opiniones previas de Yoo en la OLC.[2]
- 6 de marzo de 2004: Goldsmith y Philbin se reúnen con Addington y Gonzales en la Casa Blanca para comunicarles que ciertas actividades del PSP deben cesar.[2]
- 7 de marzo de 2004: Goldsmith y Philbin se reúnen de nuevo con Addington y Gonzales en la Casa Blanca.[2]
- 9 de marzo de 2004: Gonzales llama a Goldsmith a la Casa Blanca para intentar convencerle de que sus críticas a los memorandos de Yoo eran incorrectas.[2]
  1. Se celebra otra reunión en la Casa Blanca con la presencia de Comey, Goldsmith y Philbin.[2]
- 10 de marzo de 2004: Comey se entera de que su vieja amiga, la entonces viceconsejera de Seguridad Nacional, Frances Townsend, no ha sido informada, por lo que no puede consultarla.[14]
  1. Goldsmith, Philbin y Comey se reúnen para hablar de la reunión del día anterior en la Casa Blanca y de cómo debe proceder el Departamento de Justicia.[2]
  2. El vicepresidente Dick Cheney decide implicarse personalmente en la reautorización.[14]
  3. Gonzales, Cheney, Card, Hayden, y otros, convocan una «reunión de emergencia» con la Banda de los Ocho en la Sala de Situación de la Casa Blanca.[2]
  4. Comey, Goldsmith y Philbin se apresuran al hospital donde Ashcroft se encuentra internado para decirle que no firme nada.[2]
  5. Gonzales y Card ingresan en la habitación del hospital de Ashcroft con la autorización presidencial del 11 de marzo de ese mismo año para que Ashcroft la firme.[2]
  6. Ashcroft le comenta a Gonzales y Card «en términos muy fuertes» sus preocupaciones legales sobre el PSP y los remite a Comey.[2]
  7. Gonzales y Card abandonan el hospital y convocan a Comey a la Casa Blanca antes de que se marchara.[2]
  8. Goldsmith llama a su adjunto en la OLC, M. Edward Whelan III, y le dice que vaya a la oficina a redactar una carta de dimisión para él, sin explicaciones.[15]
  9. Después de llamar a Comey, Card se entera de que altos cargos de Justicia planean una dimisión.[15]
  10. Comey lleva a Theodore Olson a la Casa Blanca alrededor de las 11:00 p. m. (23:00 horas) para que presencie el encuentro con Gonzales y Card.[2]
  11. Card se enfrenta a Comey por el rumor de renuncia y se entera de que Comey planea dimitir.[15]
- 11 de marzo de 2004: Addington vuelve a teclear la autorización presidencial clasificada con palabra en clave, reemplazando la línea de la firma de Ashcroft por la de Gonzales.[15]
  1. El presidente George W. Bush firma una nueva autorización para el PSP certificada por el consejero de la Casa Blanca, Gonzales, en lugar del fiscal general.[2]
  2. Luego de conocer la nueva autorización del PSP, Comey redacta una carta de dimisión, pero la retiene a pedido del jefe de gabinete de Ashcroft, David Ayres.
- 12 de marzo de 2004: Mueller redacta una carta de renuncia.[2]
  1. La consejera de Seguridad Nacional, Condoleezza Rice, sugiere al presidente Bush que hable directamente con Comey para «escucharle».[15]
  2. Al final de su sesión informativa diaria, Bush llama aparte a Comey y le pide que espere otros 45 días, pero Comey declina la oferta.[15]
  3. Al enterarse por Comey de que Mueller planea dimitir, Bush se reúne con él en privado y le dice a Mueller que le diga a Comey que haga lo que «hay que hacer».[15]
- 16 de marzo de 2004: Comey redacta un memorándum para el asesor de la Casa Blanca, Gonzales, en el que expone su consejo al presidente. Gonzales envía una respuesta despectiva.[2]
- 17 de marzo de 2004: Bush modifica algunas actividades de recogida de información del PSP y suspende otras que el DoJ consideraba que no estaban legalmente respaldadas.[2]
- 31 de marzo de 2004: Ashcroft recibe el visto bueno de sus médicos para reanudar sus funciones como fiscal general.[2]
- 6 de mayo de 2004: Goldsmith y Philbin completan un memorándum legal de la OLC en el que se evalúa la legalidad del PSP tal y como funcionaba en ese momento.[2]
  1. La autorización del 11 de marzo expira.[2]
- 2 de noviembre de 2004: George W. Bush es reelegido presidente de los Estados Unidos.

### 2005
- 16 de diciembre de 2005: The New York Times publica el primer artículo que describe las escuchas sin orden judicial de la NSA.[16]
- 17 de diciembre de 2005: El presidente Bush describe el TSP en un discurso radiofónico.[2]
- 19 de diciembre de 2005: Gonzales y Hayden discuten cuestiones legales en torno al TSP en una rueda de prensa conjunta.[17]

### 2006
- 18 de julio de 2006: Gonzales testifica ante la Comisión Judicial del Senado.[2]

### 2007
- 1 de febrero de 2007: El presidente decide no volver a autorizar estas actividades y expira la última autorización presidencial.[2]
- 24 de julio de 2007: Gonzales declara ante la Comisión Judicial del Senado sobre la reunión informativa de la «Banda de los Ocho» del 10 de marzo de 2004.[2]
- 5 de agosto de 2007: Se promulga la Ley de Protección de América, que modifica la FISA para abordar la capacidad del gobierno de llevar a cabo vigilancia electrónica nacional.[2]

### 2008
- 17 de febrero de 2008: Expira la Ley de Protección de América.[2]
- 10 de julio de 2008: Se promulga la Ley de Enmiendas a la FISA, que proporciona una autoridad más amplia que el ámbito reconocido del TSP.[2]

### 2009
- 10 de julio de 2009: Se publica el informe de los inspectores generales exigido bajo la Ley de Enmiendas a la FISA.[2]